# Gyakornoki program
A gyakornoki programok a modern HR stratégiák fontos eszközei, amelyek célja a fiatal munkaerő korai bevonása, képzése és a vállalati utánpótlás biztosítása. A dinamikusan változó munkaerőpiac, új technológiák és a demográfiai kihívások fényében egyre hangsúlyosabbá válik a jól szervezett gyakornoki programok szerepe.

## Definíció
A fogalom megalkotása során az alábbi definíciót fogalmazták meg, amely a hazai szervezetek saját HR stratégiájához igazodva, mentortámogatással és opcionálisan rotációs lehetőséggel valósítja meg az utánpótlásnevelési célú foglalkoztatást:

„Az egyes szervezetek által létrehozott, a saját HR stratégiájához igazodó, mentortámogatással, opcionálisan rotációs lehetőséggel támogatott utánpótlásnevelési célú foglalkoztatás, ahol a hallgató a szervezet mindennapi életébe integrálva végez munkatevékenységet. Kulcsfontosságú a Mentor szerepe a feladatok és célok kitűzése, valamint az egyéni és csoportos értékelés területén.”

– Fürge Diák Iskolaszövetkezet

Ez a definíció különösen a magyar munkaerőpiac kihívásaira adott válaszként jött létre, és célja, hogy a fiatal tehetségek korai bevonása révén a vállalatok hosszú távon is stabil, innovatív munkaerőállományt építsenek ki.

## Munkaerőpiaci kihívások és a magyar helyzet
A magyar munkaerőpiac számos olyan kihívással küzd, amelyek a jól szervezett gyakornoki programok alkalmazását sürgetik:

### Demográfiai átalakulás
Az 55 év felettiek száma meghaladja a 3,1 millió főt, és a munkaképes korú dolgozók egy jelentős része a következő 10 évben nyugdíjba vonul. Ezzel párhuzamosan a 15–24 éves korosztály 30%-a, illetve a felsőoktatásban tanulók 47%-a egyáltalán nem vállal a tanulmányaihoz igazított munkalehetőséget , ami kihasználatlan munkaerő-potenciált jelent.

### Technológiai és gazdasági változások
Az új technológiák, a mesterséges intelligencia és a folyamatos innováció új készségigényeket támasztanak. A dinamikus piac folyamatos alkalmazkodást igényel, amelyben a fiatal, rugalmas munkaerő kulcsfontosságú tényező.
Ezen tényezők miatt a vállalatok számára létfontosságú, hogy a fiatal tehetségeket korán bevonják és megfelelően képezzék, ezáltal biztosítva a hosszú távú versenyképességet.

## A gyakornoki programok szerepe
A gyakornoki programok számos előnyt kínálnak mind a vállalatok, mind a fiatal munkavállalók számára:

### Hosszú távú utánpótlás
A jól strukturált programok segítségével a vállalatok akár a nyitott pozíciók 70%-át is feltölthetik, miközben a fiatalokat a jövő potenciális munkatársaként képezik ki.

### Költséghatékonyság és rugalmasság
A diákmunka és a gyakornoki programok lehetőséget biztosítanak arra, hogy a cégek flexibilis, könnyen mozgósítható erőforráshoz jussanak, miközben csökkentik a munkaerőpiaci hiány okozta költségeket.

### Céges kultúra és innováció
A fiatalok bevonása nemcsak szakmai tudást, hanem friss szemléletet, kreativitást és új perspektívákat is hoz a vállalatoknál. Ezzel elősegítik a belső innovációt és a vállalati kultúra folyamatos megújulását.

### Employer branding
A pozitív gyakornoki élmények javítják a vállalatok munkáltatói megítélését, mivel a fiatalok saját tapasztalataik révén erősíthetik a cég hírnevét a közösségi médiában és a szóbeszéd útján.

## Kutatási eredmények a magyar piacról
A magyar munkaerőpiacra vonatkozó kutatási adatok több szempontból is alátámasztják a gyakornoki programok jelentőségét:

### Munkaerőhiány
A kutatások szerint a következő években a munkavállalók számában tartós deficitet várnak, százezer fős nagyságrendű hiánnyal. Ez a tendencia sürgetővé teszi a fiatal munkaerő bevonását és képzését.

### Potenciális erőforrás
A 15–24 éves korosztály és a felsőoktatási hallgatók körében megfigyelhető, hogy jelentős hányaduk nem dolgozik, ami kihasználatlan potenciált jelent. Az ilyen források megfelelő képzéssel és beillesztéssel  értékes munkaerővé válhatnak.

### Gyakornoki programok hatékonysága
Egyes kutatások szerint olyan vállalatok is léteznek, akik a nyitott  pozíciók akár 70%-át is a jól szervezett gyakornoki programjaikból töltik be. Továbbá, a HR szakemberek szerint a gyakornoki programok nemcsak rövid     távú megoldást jelentenek, hanem hosszú távon hozzájárulnak a vállalati innovációhoz és belső kultúra erősítéséhez.

## Összefoglalás
A dinamikus magyar munkaerőpiaci kihívások – a demográfiai változások, technológiai újítások és a növekvő munkaerőhiány – mellett a gyakornoki programok kulcsszerepet játszanak a fiatal tehetségek bevonásában és képzésében. A fogalom, amelyet a fentiekben határoztak meg, kifejezetten azt hangsúlyozza, hogy az egyes szervezetek saját HR stratégiájuk részeként, mentortámogatással és opcionális rotációs lehetőséggel, hatékonyan integrálják a hallgatókat a vállalati életbe.
Ezáltal a programok nemcsak a rövid távú munkaerőhiányt hivatottak enyhíteni, hanem hosszú távon is hozzájárulnak a vállalati versenyképesség és innováció fenntartásához.